# 里格島
里格島是蘇格蘭的島嶼，位於大西洋海域，屬於內赫布里底群島的一部分，面積0.86平方公里，最高點海拔高度55米，島上無人居住。
56°9′N 5°32′W / 56.150°N 5.533°W